# Буада (језеро)
Буада (енг. Buada) је континентално, благо слано, слатководно језеро у истоименом дистрикту на Науруу. Има површину од само од 3 до 4 хектара. Просечна дубина језера је 1-2 метра, а највећа 5 метара и нема отоку. 
За разлику од осталих делова острва, око језера је бујнија вегетација, а шума има у изобиљу.

## Галерија
- Бујна вегетација језера
- Риболов на језеру 1938. године
- Карта дистрикта Буада где се види и језеро Буада
- Карта језера Буада